# 人魚姫の像
人魚姫の像（にんぎょひめのぞう、丁: Den lille havfrue、英: The statue of The Little Mermaid）は、ハンス・クリスチャン・アンデルセンの童話『人魚姫』をモチーフにしたブロンズ像。デンマーク・コペンハーゲンに設置され、観光名所として知られる。

## 概要
人魚が人間に姿を変えていく様子を描いた像。 岩の上に腰掛けた姿をしている。コペンハーゲン港北東部には1662年に建設された星型の要塞「カステレット」がかつて存在したが、現在では公園となっている。カステレットの北側の岸辺・ランゲルニエ埠頭Langelinieにこの像は設置されている。コペンハーゲンのシンボルであり、有名な観光名所でもある。通常は岸から数メートル先の海上にあるが、干潮時には歩いて像までいくことができる。2020年の共同通信の報道によると、年間100万人以上が訪れ、特に中国人観光客に人気だという。
高さ1.25メートル、重量約175キログラム。

## 製作の経緯

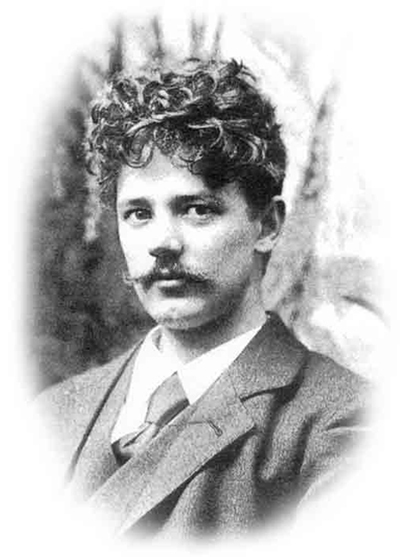
作者のエドヴァルド・エリクセン

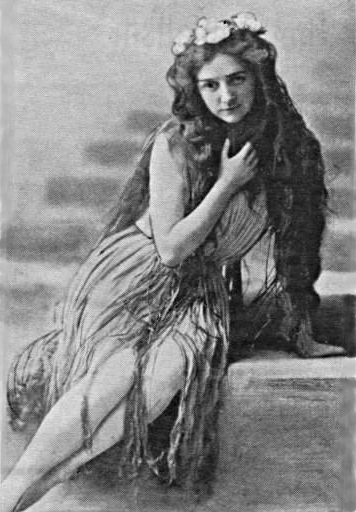
顔のモデルと言われるエレン・プリース

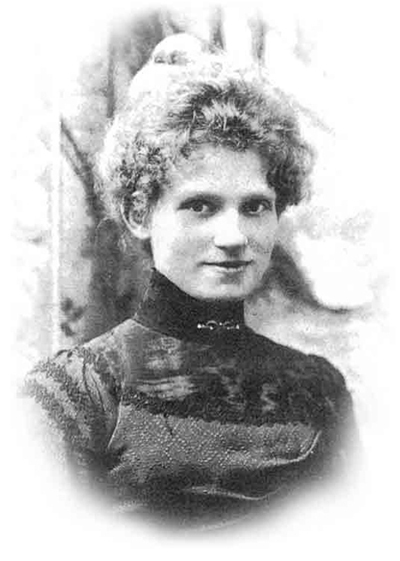
体のモデルになったエリーネ・エリクセン

『人魚姫』の物語を演じたバレエに感銘を受けたカール・ヤコブセン（カールスバーグ醸造所の創立者の息子）は1909年、彫刻家エドヴァルド・エリクセンに人魚姫の像の制作を要請する。1912年9月14日の試験的な設置を経て1913年8月23日、現在の場所で恒久的に公開された。そのバレエの主役を演じ、当時デンマーク王立劇場のプリマドンナであったエレン・プリースがモデルとして予定されたが（厳密には真偽不明）、彼女が裸体モデルを拒否したため頭部のみのモデルとなり、エドヴァルドの妻エリーネ・エリクセンが首から下のモデルとなっている。
アンデルセンの原作では、腰から下は魚だったはずだが、この人魚像は二本足の足首の辺りまで人間で、それ以下が魚のひれになっている。それは、肢体のモデルになったエリーネの脚があまりに美しく、鱗で覆うのがしのびなかったためとの説がある。
エリーネ・エリクセンの妹のインゲボルグ・シーヴァルセンは、E・H・エリックおよび岡田眞澄の母である。

## 像の損壊
人魚姫の像はヴァンダリズム的な損壊行為の対象となり、幾度も損傷を受け、そのたびに修復されている。特に断らない限り『デア・シュピーゲル』2008年8月17日付け記事を出典とする。
- 1961年、髪の部分を赤く塗られ、ブラジャーとパンツを描かれた。
- 1963年、全身を赤く塗られる。
- 1964年4月24日、芸術家のJørgen Nash（ヨルゲン・ナッシュ）らにより、頭部が挽き切られ持ち去られた。取り戻すことは出来ず、新たに制作された頭部が設置された。
- 1973年、頭から赤いペンキをかけられる[11]。
- 1976年、全身を赤く塗られる。
- 1984年7月22日、右腕が切断され、その2日後に破壊行為を後悔した2人の若者から腕が返却された[12]。
- 1990年、首に18センチメートルの深さの切れ込みが入れられ、頭部が切断されかけた
- 1998年1月6日、頭部が失われる。約1ヶ月後の2月4日、切断された頭部を持った覆面男が突然地元テレビ局に現れる[13]
- 2003年9月11日、ダイナマイトと思われる爆発物で像の台座にあたる岩石が爆破された[14]。像の胴体は海に投げ出され、修復には1か月半を要した。
- 2004年12月16日、黒いブルカがかぶせられ、そのブルカにはデンマーク語で「EUにトルコ？」と書かれたたすきが掛けられていた。同日にトルコのEU加盟問題を話し合うEU首脳会議がブリュッセルで始まった[15]
- 2006年3月8日、手にディルドーを付けられ、緑色のペンキが全身にかけられて「3月8日」と書かれる。当日は国際女性デーである。
- 2007年3月3日、全身をピンクで塗られる[16]
- 2007年5月、全身を赤く塗られる。
- 2007年5月20日、全身を覆う黒いイスラム装束がかけられ、頭部にスカーフが巻かれた。
- 2017年5月30日、全身を赤いスプレー塗料で塗られる。像の近くに「フェロー諸島の鯨を守れ」という文字が書かれた。
- 2017年6月14日、左側に青と白の塗料をかけられた[17]。
- 2020年1月13日の報道によると、台座の岩石に「FREE HONG KONG」と落書きされているのが見つかった[2]。
- 2020年7月、台座部分に「RACIST FISH」と落書き[18]。

## 複製
1970年、大分市の水族館にこの像のレプリカ到着。デンマーク国外としては世界初。現在日本国内には大阪港、名古屋港、愛知県安城市のデンパークなどにある。
日本国外では、Mermaids of Earthというサイトに記載されているだけで少なくとも13か所に、この像の損傷を受けていない複製が設置されている。カリフォルニア州ソルバング、アイオワ州キンボールトン、ピアトラ・ネアムツ（ルーマニア）、トレホン・デ・アルドス（スペイン・マドリード州）、ソウルにもある。
なお、2008年8月17日付け『デア・シュピーゲル』によると、コペンハーゲン港に設置してある像自体がレプリカで、オリジナルはエリクセンの子孫が保管しているという。保管場所は公開されていない。
デンマークのレゴランド・ビルンのコペンハーゲンの街並みのコーナーには、人魚姫の像のミニチュアの銅製のレプリカが展示されている。これは1984年のパークのオープン日に、コペンハーゲンの市長が寄贈したものである。

## その他

### 上海万博
コペンハーゲン市議会は、2010年の上海国際博覧会（5月1日から10月31日）の間、デンマーク館でこの像を展示することを可決した。像が上海にある間、コペンハーゲン近郊のチボリ・ガーデンズの湖の岩の上にコピーが展示された 。
2010年11月20日現地時間14:00、元の場所に戻る。経済産業大臣Brian Mikkelsen、市長Frank Jensen、駐デンマーク中国大使Xie Hangshengが帰還のセレモニーに参加した。

### 著作権
この像は、作者の死後70年の2029年まで著作権で保護されている。Edvard Eriksens Arvinger I/Sという会社が著作権を管理しているが、それに基づきいくつかの彫像に対して訴訟が提起された。2018年現在、像のレプリカはネットを介して購入できるが、エリクセンの孫のAlice Eriksenの許可を得ている。なお、デンマーク語版ウィキペディアでは、この像の写真は加工され、像の外見がわからないようになっている。

### 世界三大がっかり
『世界三大スープ言えますか？』では、「コペンハーゲンの人魚、シドニーのオペラハウス、シンガポールのマーライオン」を「世界三大がっかり」とする。ただしこの定義は文献によって異なり、『《図解》世界の「三大」なんでも事典』では、「シンガポールのマーライオン、コペンハーゲンの人魚姫、ブリュッセルの小便小僧。シドニーのオペラハウスが加えられることがある」となっている。